# Маргарета Баварска (1456 – 1501)
Вижте пояснителната страница за други личности с името Маргарета Баварска.
Маргарета Баварска (на немски: Margarete von Bayern; * 7 ноември 1456, Амберг; † 1501, Хайделберг) е принцеса на Бавария-Ландсхут и чрез женитба курфюрстиня на Пфалц.

## Живот
Дъщеря е на херцог Лудвиг IX „Богатия“ от Бавария-Ландсхут (1417 – 1479) от фамилията Вителсбахи и съпругата му принцеса Амалия Саксонска (1436 – 1501), дъщеря на саксонския курфюрст Фридрих II (1412 – 1464) от род Ветини и Маргарета Австрийска (1416 – 1486), дъщеря на херцог Ернст Железни от Австрия, от Хабсбургите.
На 17 април 1474 г. Маргарета Баварска се омъжва в Амберг за курфюрст Филип от Пфалц (1448 – 1508). Сватбата е много голяма. Присъстват повече от 1000 гости, между тях 14 управляващи князе. Изпива се 110 000 литра вино и се изяждат 10 000 кокошки.
Нейният брат Георг (Бавария), херцог на Бавария-Ландсхут, умира 1503 г. без мъжки наследник и поставя чрез завещание нейния син и нейния съпруг за наследници.
Маргарета умира през 1501 г. в Хайделберг и е погребана в църквата Св. Дух.

## Деца
Маргарета Баварска и Филип имат 14 деца:
- Лудвиг V (1478 – 1544), курфюрст на Пфалц
- Филип (1480 – 1541), епископ на Фрайзинг и Наумбург
- Рупрехт (1481 – 1504), пфалцграф при Рейн и епископ на Фрайзинг (1495 – 1498)
- Фридрих II (1482 – 1556), курфюрст на Пфалц
- Елизабет (1483 – 1522)

∞ 1498 ландграф Вилхелм III фон Хесен (1471 – 1500)
∞ 1503 маркграф Филип I фон Baden (1479 – 1533)
- Георг (1486 – 1529), епископ на Шпайер
- Хайнрих (1486 – 1552), епископ на Утрехт, Фрайзинг и Вормс
- Йохан III (1487 – 1538), епископ на Регенсбург
- Амалия (1490 – 1524)

∞ 1513 херцог Георг I от Померания (1493 – 1551)
- Барбара (1491 – 1505)
- Хелена (1493 – 1524)

∞ 1513 херцог Хайнрих V от Мекленбург (1479 – 1552)
- Волфганг (1494 – 1558), пфалцграф в Ноймаркт, щатхалтер на Горен Пфалц
- Ото Хайнрих (*/† 1496)
- Катарина (1499 – 1526), абатиса в Нойбург на Некар